# Dermestes marmoratus
Dermestes marmoratus là một loài bọ cánh cứng trong họ Dermestidae. Loài này được Knoch in Melsheimer miêu tả khoa học năm 1806.